# 인간의 목소리
인간의 목소리(프랑스어: La voix humaine)는 프랑시스 풀랑크가 1958년에 작곡한 소프라노와 관현악을 위한 1막짜리 오페라다. 장 콕토의 동명의 작품을 원작으로 소프라노 드니즈 뒤발을 위해 작곡되었다. 오페라 코미크에서 1959년 2월 6일에 뒤발의 연기와 조르주 프레트르의 지휘로 초연되었다. 무대, 의상, 연기지도는 콕토가 직접 맡았다.
한 여성이 그녀를 버리고 다른 여성에게 간 애인에게 마지막으로 전화를 하는 내용이다. 그가 자신을 버리고 다른 여자에게 갔기 때문에 자살을 시도하고있다고 전화로 말한다.

## 역사

### 콕토의 극
콕토는 1928년에 원작이 되는 모노드라마의 창작을 마치고 2년 후 초연한다. 극에 기계적 효과를 사용했다는 비판을 받고 있지만, "가장 간단한 형식"의 극을 창작할 방법을 모색했다. 이 작품은 방 하나에서, 한 명의 등장인물이, 한 대의 전화기와 함께 연기하는 1막짜리 극이다. 주인공은 프랑스어로 '그녀'라는 뜻의 "엘(Elle)"로만 불리는데, 애인이 다른 여자에게 간 것을 두고 자살을 시도한다는 것을 밝힌다. 이 그녀가 전 애인과 하는 대화가 바로 이 극의 내용이다. 단막으로 구성되어있어 막을 기준으로 극의 구조가 세워지지 않고, 대신 배우가 자세나 위치를 바꿔가며 독백극의 "단계(phase)"를 조절한다. 이런 구조는 나중에 전화가 경고도 없이 여러번 끊어지는 것에서 잘 관찰할 수 있다.

### 제작 동기
풀랑크는 1957년에 오페라 《카르멜회 수녀들의 대화》가 성공을 거둠에 따라 차기작을 구성하게 된다. 카사 레코르디의 임원 에르베 뒤가르댕(Hervé Dugardin)은 마리아 칼라스의 주연으로 콕토의 모노드라마를 오페라로 만들 것을 제안한다. 그러나 풀랑크는 파리 오페라에서 《카르멜회 수녀들의 대화》를 초연할 때 블랑셰 역으로 출연한 드니즈 뒤발이 살아온 "폭풍같은" 삶을 고려할 때 이 오페라에 제격이리라 여겨 그녀를 주연으로 세운다. 또한 주인공 엘의 상황이 마치 수면제, 진정제, 항우울제를 복용하던 자신의 상황과 비슷하다고 여겨 더욱 감정적으로 몰두하게 된다.

### 콕토의 대본을 각색하다
풀랑크는 프랑스 6인조의 일원으로 콕토와 친분을 쌓아 평생을 친하게 지냈으나, 《인간의 목소리》 이전에 첫 만남으로부터 거의 40년의 세월이 지나는 동안 콕토의 원작을 각색한 것은 몇 번 되지 않는다. 풀랑크는 이렇게 긴 시간이 흐른 이유가 자신이 콕토의 작품에 완전히 공감할 시간이 필요했기 때문이라고 말한다.
풀랑크는 개조를 하며 감정선을 흐뜨린다고 여겨지는 단락을 몇 개 제거했다. 원작은 사건의 배열, 심리의 전개, 사회적 상호작용, 전화 갈등, 그리고 행복한 과거를 회상하는 다섯 단계로 구성된다. 풀랑크는 여기서 사건의 배열, 전화 갈등, 과거 회상 단계는 거의 건드리지 않았으나 심리 전개, 사회적 상호작용 단계는 거의 삭제했다. 이로써 극의 주인공은 더 조용하고, 정숙하고, 덜 히스테리적이 되어 원작보다 더욱 마음에 다가온다는 평가를 받았다. 풀랑크는 주인공과 애인 사이의 관계를 더욱 주목한 것이다.

### 협업
풀랑크는 엘 역의 소프라노를 공동작곡가로 대우했는데, 이는 원래 드니즈 뒤발과 풀랑크의 관계가 그러했기 때문이다. 뒤발은 풀랑크가 원작을 각색하는데에도 도움을 주었다. 풀랑크와 뒤발은 작품의 완성에 이르자 콕토를 찾아가 무대 조명, 의상, 연기 지도 등을 부탁한다.

### 초연
한 명의 성악가와 피아노를 위한 악보를 1958년 6월 2일에 끝마치고 이후 두 달동안 작품을 관현악곡으로 편곡하여 그해 8월 7일에 작곡을 끝마친다. 초연은 파리의 오페라 코미크에서 뒤발의 주연과 조르주 프레트르의 지휘로 1959년 2월 6일에 이루어진다. 공연은 즉시 성공을 거두었으며, 이후 밀라노의 스칼라 극장과 포르투갈, 영국, 미국 등에서도 공연을 가진다.

### 내용주
1. ↑  풀랑크는 1919년에 콕토의 세 시를 원작으로 《코카르데Cocardes》를 작곡한 것을 제외하고는 전부 가수를 동반하지 않는 관현악곡으로 편곡했다.[5]
2. ↑  자세한 사항은 Waleckx의 책 pp. 325–328를 보라.
3. ↑  풀랑크는 처음에 엘이 그녀의 개와 대화하는 감정적인 부분을 포함하려 했으나, 뒤발은 이것이 감정선을 중간에 끊는다며 삭제할 것을 제안했다. 풀랑크는 그녀의 조언을 받아들여 초연에서 이 부분을 삭제한다.[4]

### 참조주
1. 1 2  Waleckx, p. 323
2. ↑  Waleckx, pp. 323–325
3. 1 2  Ivry, p. 200
4. 1 2 3  Ivry, p. 201
5. ↑  Miller, Catherine, "Jean Cocteau et les compositeurs du Groupe des Six: Amitiés et collaborations musico-littéraires", Revue belge de Musicologie 57 (2003): pp. 201–213, retrieved 27 November 2014 (구독 필요)
6. ↑  Hell, p. 278
7. ↑  Waleckx, p. 331
8. ↑  Waleckx, pp. 328–29
9. ↑  Waleckx, p. 330
10. ↑  Ivry, pp. 200–201
11. ↑  Waleckx, p. 343
12. 1 2  Machart, p. 212
13. ↑  Ivry, p. 202

## 참고 문헌
- Daniel, Keith W (1982). 《Francis Poulenc: His Artistic Development and Musical Style》. Ann Arbor, US: UMI Research Press. ISBN 978-0-8357-1284-2.
- Hell, Henri; Edward Lockspeiser (trans) (1959). 《Francis Poulenc》. New York: Grove Press. OCLC 1268174.
- Grover-Friedlander, Michal; Linda Phyllis Austern (ed) (2002). 〈The Call of the Human Voice in Poulenc's "La voix humaine"〉. 《Music, Sensation, and Sensuality》. New York: Routledge. ISBN 978-0-8153-3421-7.
- Ivry, Benjamin (1996). 《Francis Poulenc》. London: Phaidon Press. ISBN 978-0-7148-3503-7.
- Machart, Renaud (1995). 《Poulenc》 (프랑스어). Paris: Seuil. ISBN 978-2-02-013695-2.
- Poulenc, Francis (1959). 《La voix humaine: Tragédie lyrique en un acte》. Paris: Ricordi. OCLC 23656003.
- Waleckx, Denis; Sidney Buckland (ed and trans); Myriam Chimènes (ed) (1999). 〈A Musical Confession: Poulenc, Cocteau and "La Voix humaine"〉. 《Francis Poulenc : Music, Art, and Literature》. Brookfield, US: Ashgate. ISBN 978-1-85928-407-0.